# República Social Italiana
La República Social Italiana (en italiano: Repubblica Sociale Italiana; RSI, AFI: [ˌɛrreˌɛsseˈi]), más conocida como República de Saló (Repubblica di Salò, [reˈpubblika di saˈlɔ]), fue un Estado títere de la Alemania nazi que existió durante los últimos años de la Segunda Guerra Mundial, hasta que fue derrocada por los partisanos italianos. Fue establecido en el norte de Italia, que había quedado ocupado por la Wehrmacht alemana cuando las fuerzas aliadas tomaron las regiones del sur del país. Tenía formalmente su capital en la ciudad de Roma, pero en la localidad de Saló residían casi todos sus líderes y allí se hallaba situada además la Agenzia Stefani, órgano oficial del Gobierno italiano que enviaba desde Saló los mensajes a la prensa.
El nuevo Estado fue proclamado el 23 de septiembre de 1943. A pesar de que la RSI reclamaba bajo su soberanía la mayor parte de los territorios italianos, la realidad es que su control político se redujo a una pequeña porción territorial en el norte de Italia. Por si fuera poco, la República de Saló solo recibió reconocimiento diplomático de Alemania, Japón y sus Estados títeres, lo que reflejó la escasa influencia del nuevo régimen. Mussolini fue su primer y único jefe de Estado, constituyendo la RSI la última encarnación del modelo fascista italiano. A pesar del poder teórico que ostentaba Mussolini, oficiales de alto rango como el embajador alemán Rudolf Rahn o el comandante de las fuerzas alemanas en Italia, el general Karl Wolff, eran los que tomaban las principales decisiones políticas y militares.

## Historia

### Surgimiento
La República Social Italiana comenzó a gestarse tras la maniobra que culminó en la destitución y arresto de Mussolini el 25 de julio de 1943. Desde el mismo momento en que tuvo noticia de estos hechos, el dictador alemán Adolf Hitler desconfió del nuevo Gobierno de Pietro Badoglio y comenzó a preparar su respuesta ante la inminente capitulación del Reino de Italia ante los aliados. Los planes de Hitler incluían, como punto fundamental, la liberación de Mussolini y su restablecimiento en el poder, pese a las reticencias de muchos jerarcas nazis al regreso del Duce: Hitler prefería que un nuevo Estado fascista facilitara la acción de la Wehrmacht en territorio italiano antes que una abierta ocupación que obligara a sus tropas a moverse entre un frente de vanguardia y otro de retaguardia.

La república, las intervenciones del Eje y los Aliados y los frentes de guerra:
Territorios de la República de Saló (República Social Italiana) en septiembre de 1944
Territorios de la República de Saló arrebatados por los Aliados de diciembre de 1943 a septiembre de 1944
Territorios ocupados por los Aliados
· Rayado: zonas de operaciones militares sometidas a la autoridad militar alemana.
· Cuadriculado: zonas anexadas por Croacia.
· Topos rojos: zonas bajo control partisano en 1944.

Así pues, tras el anuncio oficial de la rendición italiana a los Aliados el 8 de septiembre de 1943 (la firma del acta de capitulación se había producido en realidad cinco días antes), las tropas alemanas entraron en Italia, tomando por sorpresa a su desprevenido ejército, mientras el rey Víctor Manuel III y el mariscal Pietro Badoglio huían de Roma, dejando el campo abierto al avance germano.
El 12 de septiembre (cuatro días después de anunciarse la capitulación de Italia), un comando alemán, dirigido por el capitán de las SS Otto Skorzeny llevó a cabo la Operación Roble, esto es, la liberación de Mussolini de su prisión en Gran Sasso (Apeninos), más concretamente el hotel-refugio de Campo Imperatore donde se hallaba retenido el antiguo dictador. Una vez liberado, Mussolini fue llevado a Alemania y allí se entrevistó con Hitler. 
Tras su destitución, arresto y liberación en poco menos de dos meses, Mussolini se mostraba cansado de las responsabilidades de la guerra y poco dispuesto a retomar el poder, pero Hitler le instó a volver a Italia y formar allí un nuevo Estado fascista bajo la protección de la Wehrmacht, amenazando al Duce con instalar la administración militar alemana en Italia y sujetarla a las mismas penalidades de un país ocupado en caso de no aceptar. Ante tal presión, Mussolini regresó a Italia y se instaló en Milán, desde donde el 15 de septiembre anunció la creación del Partido Fascista Republicano y, tres días después, la reanudación de la guerra al lado de Alemania y Japón. De inmediato el Duce anunció la formación de un nuevo gabinete republicano, aunque sus ministros habían sido elegidos y designados días antes por el propio Hitler.

### El nuevo régimen fascista

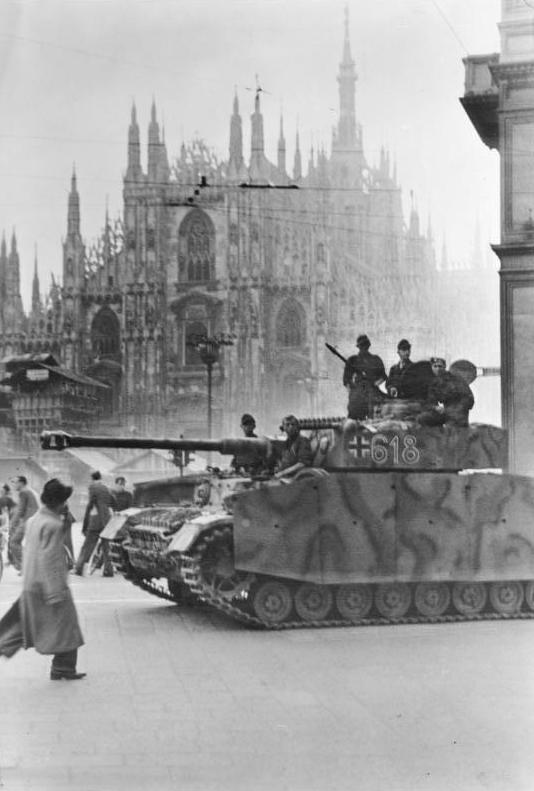
Tropas de la División Leibstandarte-SS "Adolf Hitler" en Milán (1943).

De regreso a Italia, Mussolini formó el 23 de septiembre un nuevo Gobierno, compuesto por partidarios del llamado régimen del ventenio (1922-43), aunque sin fijar su capital en Roma, pues los intereses militares alemanes lo desaconsejaban y el propio Mussolini rehuía la idea de volver a la capital, de forma que la sede del gabinete quedó establecida prácticamente en la pequeña localidad de Saló (provincia de Brescia), donde residía Mussolini. Al principio, el nuevo Estado de Mussolini se extendía desde la frontera norte de Italia hasta la ciudad de Nápoles. Sin embargo, el 27 de septiembre, la población napolitana se levantó en armas contra las tropas del Eje, obligándolas a retirarse tras cuatro días de lucha. Por consiguiente, la frontera sur de la República fascista quedó fijada en la línea Gustav, establecida por los alemanes a la altura de Cassino para cerrar a las tropas de los aliados occidentales el camino hacia Roma.
El 1 de diciembre de 1943 el nuevo Estado de Mussolini adoptó oficialmente el nombre de República Social Italiana, declarando formalmente abolida la monarquía de la Casa de Saboya, mientras que Mussolini y los miembros de su gabinete disponían su residencia permanente en Saló, donde permanecerían hasta el final de la guerra. La nueva república seguía jurídicamente los marcos constitucionales del antiguo Reino de Italia, pero sin monarquía ni parlamento, concentrando aún más la autoridad política en las manos de Mussolini. Pese a esta concentración, el nuevo régimen actuaba bajo la enorme influencia de los mandos militares de la Wehrmacht, que constituían el verdadero poder en la RSI.
El recién creado Partido Fascista Republicano (PFR) quedó bajo el control y liderazgo del periodista Alessandro Pavolini, que a la postre también se convertiría en uno de los principales colaboradores de Mussolini durante sus últimos años de gobierno.
El nuevo Gobierno mussoliniano centró gran parte de sus energías en la represión de los antiguos miembros del Gran Consejo Fascista que habían derrocado al dictador en julio de 1943: el proceso de Verona (8-10 de enero de 1944) supuso la condena a muerte y ejecución de 5 de los citados ex jerarcas fascistas que se hallaban en poder de sus antiguos correligionarios (un sexto procesado fue condenado a 30 años de reclusión). Entre los ejecutados se encontraba el conde Ciano, yerno del propio Mussolini, quien había votado el año anterior en favor de la destitución del Duce. Los 13 antiguos miembros del Gran Consejo Fascista que se hallaban en paradero desconocido, fueron condenados a muerte en rebeldía.

### Política interna

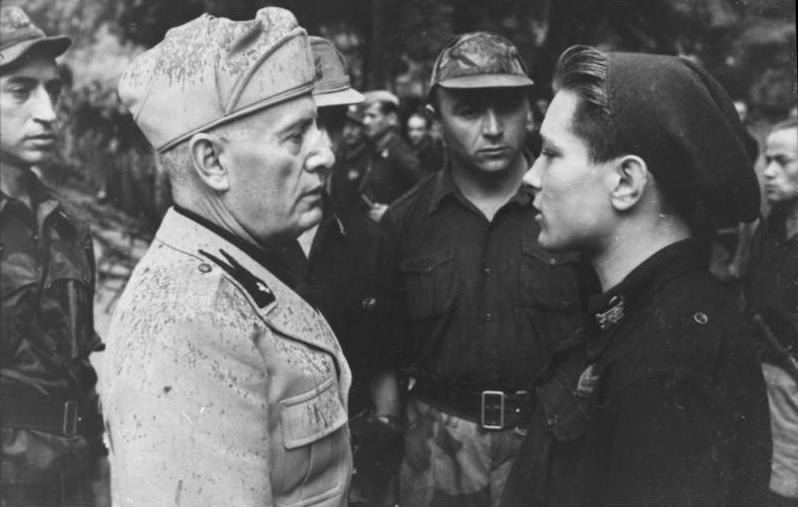
Mussolini ante un miliciano fascista adolescente (1944)

Durante la existencia de la República Social Italiana, Mussolini mantendría varias entrevistas con Hitler, siendo la última conocida la que tuvo lugar el 20 de julio de 1944, la tarde posterior al atentado contra el dictador alemán. El Duce solía regresar de tales entrevistas con renovados ánimos sobre un posible vuelco de la situación militar. Sin embargo, la realidad no tardaba en devolverle al más completo pesimismo, acentuado por la evidencia ante las masas italianas sobre su escasa autoridad efectiva sobre el país, así como la de su Gobierno, subordinados del todo a los designios de Berlín, obligados a dar preferencia a las conveniencias estratégicas de la Alemania Nazi aun cuando éstas fueran incompatibles con los intereses de sus teóricos aliados italianos. 
La ocupación militar alemana generó que las SS nazis también intervinieran en la represión contra la Resistencia italiana y en la deportación de los judíos italianos a los campos de exterminio nazi. La comunidad judía italiana había sido hasta entonces discriminada desde 1938 pero nunca perseguida activamente por las autoridades fascistas, pero al tornarse Italia en otro país ocupado por el nazismo empezaron ya desde 1943 los arrestos y deportaciones contra los judíos residentes en suelo italiano. 
En tal situación, Mussolini trataba de ganarse al pueblo con medidas populistas que resultaban casi siempre de imposible realización práctica, como las anunciadas 18 aperturas sociales de Verona, al tiempo que la hiperbólica propaganda organizada por Roberto Farinacci (que insistía en presentar al Tercer Reich como aliado y no como potencia ocupante) solo conseguía desacreditar aún más al régimen y aumentar la ya de por sí creciente simpatía del pueblo italiano hacia la Resistencia y los Aliados. Las continuas huelgas paralizaban la economía del Estado fascista, debido al fuerte descenso en el nivel de vida entre los obreros y a la incapacidad del propio régimen para atender las necesidades básicas de la población en cuanto a alimentación y servicios médicos. 
En este afán de buscar apoyo popular, el propio Mussolini pidió la ayuda del antiguo ideólogo comunista Nicola Bombacci, quien apoyó al régimen al redactar una serie de programas para la transformación económica de Italia, bajo el nombre de Socialización fascista, aprovechando el hecho de que ya no existía en la RSI la influencia monárquica de la Casa de Saboya y que toda posible oposición al régimen sería aplastada por los alemanes. Mussolini intentó presentarse ante la población como un auténtico socialista ansioso de reformas extremas, alegando que las presiones de la guerra le habían impedido ejecutar su original programa revolucionario en contra del capitalismo y del marxismo, con lo cual el Duce intentaba volver a las ideas socialistas que había asumido hacía 30 años durante sus años juveniles. 
En la práctica las "leyes socialistas" de Mussolini casi nunca pudieron aplicarse debido a la franca desaprobación de los nazis, que se opusieron a cualquier tipo de socialización de la economía, logrando mantener la industria pesada del norte de Italia en manos privadas, aunque bajo estrecho control de las autoridades militares de la Wehrmacht, y anulando todo intento de Mussolini y sus colegas por introducir reforma alguna. Además el control efectivo del Duce sobre el territorio italiano era muy precario y dependía de la cooperación voluntaria de los jefes de la Wehrmacht (quienes incluso llegaron a designar autoridades municipales italianas por su cuenta sin considerar al régimen mussoliniano).

### Dependencia hacia el Tercer Reich

Bandera de guerra de la República Social Italiana. La bandera oficial fue la tricolor carente de símbolos, aunque su utilización fue nula.

La dependencia del régimen respecto a la Alemania nazi era casi completa en cuanto al sostén militar y las necesidades de su economía, pues casi toda la producción industrial italiana debió dirigirse al mercado alemán, siendo que la aguda escasez de combustibles vitales en Italia (como petróleo y carbón) hacía indispensable importarlos de Alemania. 
Por causa de ello el gobierno mussoliniano se vio forzado a aceptar sin protestas la germanización de las regiones del Trentino e Istria en perjuicio de su población italiana, así como la desaparición de todo vestigio de autoridad italiana en las ciudades de Trieste y Fiume, las cuales desde octubre de 1943 quedaron administradas directamente por la ocupación militar de la Wehrmacht junto con sus distritos vecinos, sin que los jefes militares alemanes permitieran que la RSI enviase autoridades siquiera en teoría. Mientras tanto, el territorio alpino del Alto Adigio (obtenido por Italia en 1918) fue inmediatamente anexionado al Tercer Reich en calidad de distrito (o Gau) y se empezó a expulsar a sus habitantes italianos.
Hitler consideró en todo momento que las urgencias bélicas alemanas estaban por encima de los planes políticos del Duce y dispuso que, en la práctica, Italia fuera administrada igual que cualquier otro país ocupado. De hecho, tras la destitución de Mussolini, el armisticio de Badoglio y el surgimiento de un gobierno antifascista en el sur de Italia, los líderes nazis sentían -y expresaban- notable desprecio hacia la "República Social Italiana" y las autoridades alemanas de ocupación admitían que el régimen mussoliniano era completamente ineficaz para funciones de gobierno, que solo resultaba útil para que las milicias fascistas ejecuten tareas menores de represión política y orden público, y considerando del todo incapaces a los burócratas de la RSI para tareas serias de administración pública.
El deterioro económico causado por la guerra, las crecientes actividades de la Resistencia italiana, las presiones bélicas e industriales de los alemanes, además del escaso poder real de Mussolini, hacían imposible que el régimen pudiese cumplir sus promesas de transformación radical, a lo cual se unía la desmoralización de los propios militantes fascistas a lo largo del año 1944 ante la evidencia de la derrota final del nazismo. Desde inicios de 1944 Mussolini realizaba cada vez menos apariciones públicas, siendo la última el 16 de diciembre de 1944 en Milán, y pasaba los días en su residencia de Saló, severamente resguardado y vigilado por pelotones de las Waffen SS (y no por milicianos fascistas).

### Fin de la República Social Italiana

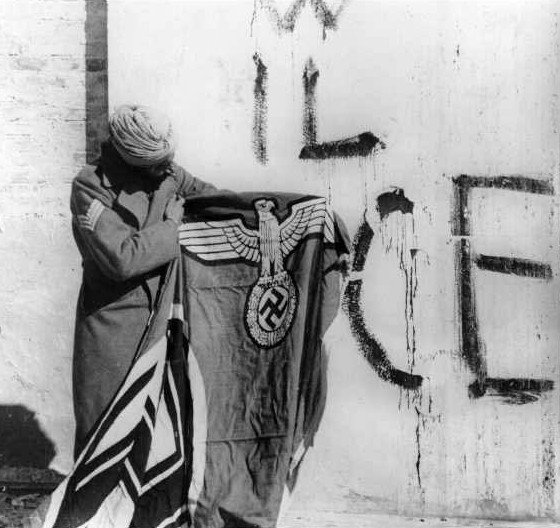
Soldado Sikj del Ejército Británico con una esvástica capturada, en el norte de Italia.

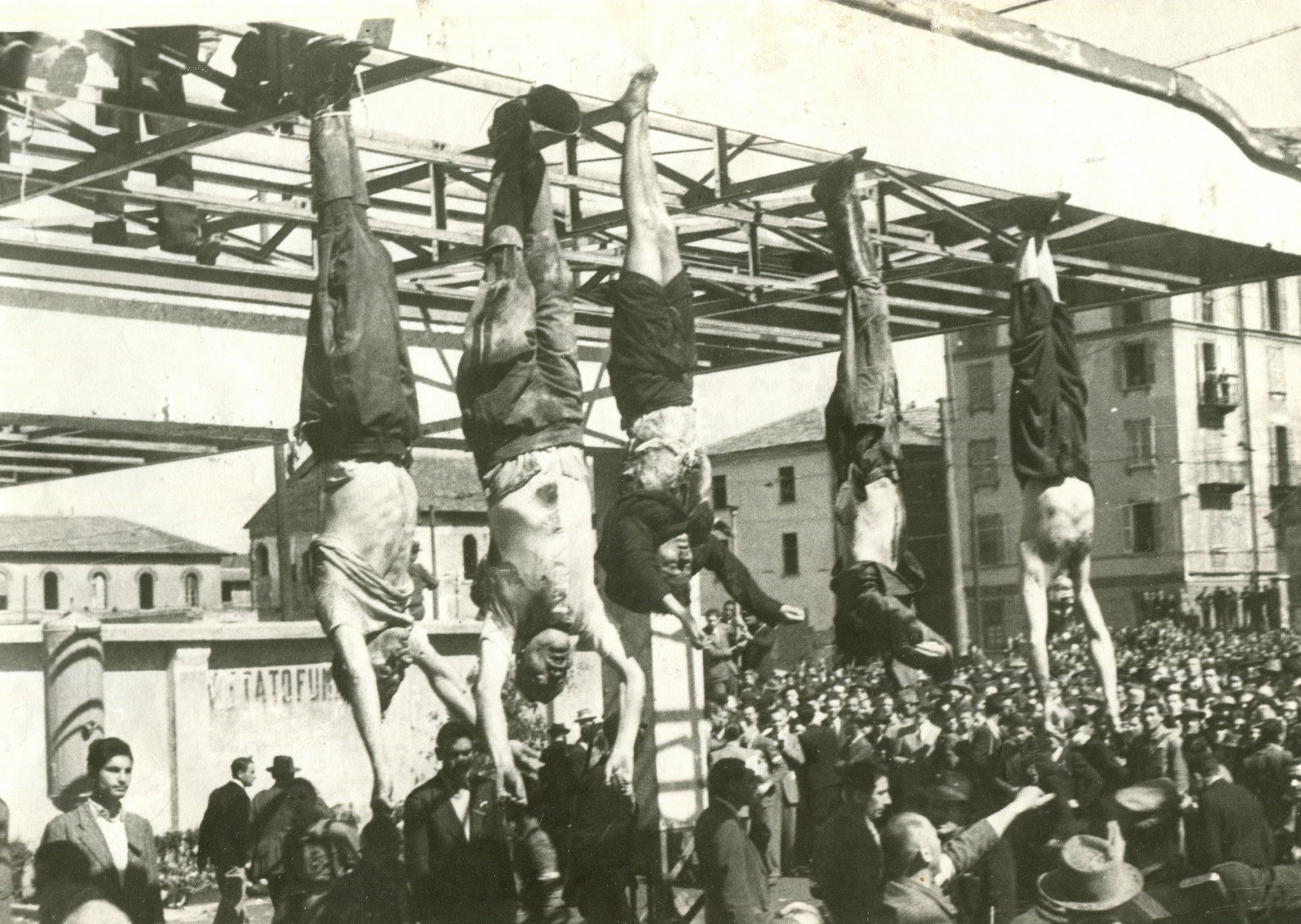
De Izq., a Der., los cuerpos de Bombacci, Mussolini, Clara Petacci, Pavolini y Achille Starace exhibidos en la Plaza de Loreto.

En marzo de 1945 se hacía predecible el resultado final de la guerra, y Mussolini empezó a considerar diversas alternativas junto con sus colegas de la jerarquía fascista. Una opción era una retirada a la región alpina de Valtellina para resistir allí de modo similar al "reducto alpino" de Hitler, intentar una desesperada batalla final que transformase Milán en un "Stalingrado del fascismo", o llegar a un acuerdo con los Aliados para evitar represalias de los partisanos, pero ninguna de estas alternativas logró hacerse viable. 
Hubo en abril varios contactos infructuosos del dictador con los partisanos para tratar de negociar la rendición de su Gobierno ante los Aliados (contactos que contaron con la mediación del arzobispado milanés), que se vieron impulsados, pese a las reticencias de Graziani, por la noticia de que las tropas alemanas en Italia negociaban de hecho su propia rendición ante los Aliados a espaldas de Mussolini, negándose la Wehrmacht a asumir responsabilidad alguna por el Duce o sus seguidores. Inclusive el último jefe supremo de las fuerzas de la Wehrmacht en Italia, el general Heinrich von Vietinghoff (que desde febrero de 1945 sustituía al general Albert Kesselring en ese cargo), liberaba a importantes prisioneros de la Resistencia italiana en señal de buena voluntad mientras negociaba acuerdos con los partisanos para que dejasen partir de vuelta a Alemania a los soldados de la Wehrmacht, aunque sin éxito. 
Mussolini y su régimen carecían de fuerza militar para impedir que la Wehrmacht actuase por su cuenta, y fue en vano el intento del Duce para armar una columna de 5000 milicianos fascistas que lo defendiesen hasta el final. El 25 de abril de 1945, coincidiendo con la entrada de los Aliados en el valle del Po, estalló la insurrección partisana general en el norte de Italia, que culminó con la toma del poder el día 28 por parte del Comité de Liberación Nacional de la Alta Italia en Génova, Turín y Milán que, tras proclamar el Estado de emergencia, puso fuera de la ley a los dirigentes fascistas, para quienes había decretado la pena de muerte desde el día 25. Simultáneamente los partisanos atacaban a las guarniciones alemanas de las grandes ciudades y hacia el 28 de abril conseguían tomar el control de casi todas las grandes ciudades del norte de Italia, a veces tras serias bajas.
Enterado de lo sucedido el 25 de abril, Mussolini disolvió inmediatamente su Gobierno en Saló y trató de escapar rápidamente a Suiza disfrazado junto con otros líderes fascistas y su amante Clara Petacci, uniéndose a un convoy de soldados alemanes. Sin embargo, el convoy fue detenido por partisanos en las alturas alpinas el 27 de abril, quienes permitieron la retirada de los alemanes pero exigieron a cambio la entrega de todos los italianos que huían; en esas circunstancias el Duce fue reconocido entre los fugitivos y capturado por un grupo de partisanos. Al día siguiente Mussolini murió fusilado junto con Clara Petacci y una docena de jerarcas que les acompañaban en la fuga. 
El 29 de abril de 1945, el mariscal Graziani, que se había mantenido leal al fascismo y fue hecho prisionero por los Aliados, rubricó por poderes la llamada Rendición de Caserta, consistente en la capitulación oficial del ejército fascista italiano (asunto de incumbencia de Graziani como "ministro de defensa" de la RSI). No obstante, el 30 de abril Estados Unidos y Reino Unido manifestaron que solo aceptaban la rendición de las tropas italianas fascistas pero rechazaron una capitulación de la República Social Italiana como "gobierno" porque jamás la habían reconocido, y con ello admitían ambos países de modo tácito que solo la Resistencia italiana podría decidir la suerte de los líderes fascistas capturados. Este documento selló el fin de la RSI, siendo que el 3 de mayo capitularon los restos de la Wehrmacht que aún seguían en Italia, comprometiendo con su rendición a los últimos soldados fascistas italianos.

## Relaciones exteriores
Desde el comienzo, la República Social Italiana fue poco más que un Estado títere bajo el control de Alemania, sin poder real. En consecuencia, la RSI solo recibió reconocimiento diplomático de la Alemania nazi, Japón y sus estados títeres. Incluso la en otro tiempo favorable España franquista rechazó establecer relaciones con la RSI. Los alemanes tampoco confiaron en la capacidad de los fascistas italianos para controlar su propio territorio.

### Pérdidas territoriales
Inmediatamente después de producirse la capitulación italiana, Alemania se hizo con el control directo de algunos territorios italianos. A pesar de las demandas de algunos líderes nazis locales, Hitler rechazó la anexión oficial y completa del territorio de Tirol del Sur; no obstante, las autoridades alemanes emprendieron numerosas medidas que apuntaban hacia una anexión germana en un futuro. En todos estos territorios la administración italiana fue disuelta por la ocupación alemana, y tampoco se admitió que la RSI designase autoridades, cerrándose también las instituciones culturales y educativas que servían a la población italiana de estas zonas. El territorio del Tirol meridional quedó dentro de la zona que los alemanes denominaban Operationszone Alpenvorland, que también incluía a Trento, Bolzano, y Belluno, y de hecho este territorio "especial" quedó integrado en el Reichsgau Tirol-Vorarlberg y fue administrado por el Gauleiter Franz Hofer. Los alemanes también crearon la llamada Operationszone Adriatisches Küstenland, que incluía a Údine, Gorizia, Trieste, Pola, o Fiume, y que quedó incorporado al Reichsgau de Carintia y administrado por el Gauleiter Friedrich Rainer.
Al igual que otros territorios, las islas italianas del mar Egeo fueron ocupadas por los alemanes. No obstante, durante la ocupación alemana las islas continuaron estando en teoría bajo soberanía nominal de la RSI, aunque de facto se encontraban sujetas al mando militar alemán como máxima autoridad.
El 10 de septiembre de 1943 el Estado Independiente de Croacia (NDH) declaró que los Tratados de Roma del 18 de mayo de 1941 que habían firmado con el Reino de Italia ya no tenían ninguna validez y los croatas decidieron anexionarse la porción de Dalmacia que se había convertido en una provincia italiana tras la ocupación de Yugoslavia, a partir de dichos acuerdos. El gobierno pronazi de Ante Pavelić también intentó que la ciudad de Zara fuese anexionada a Croacia, pero en esta ocasión los alemanes se opusieron. Debido a estas circunstancias, los gobiernos de Saló y Zagreb no mantuvieron relaciones diplomáticas.
La Concesión italiana de Tientsin en China fue cedida formalmente en 1943 al Gobierno títere de Nankín aunque en la práctica fue ocupada y administrada por tropas del Imperio japonés.

## Fuerzas armadas

### Ejército

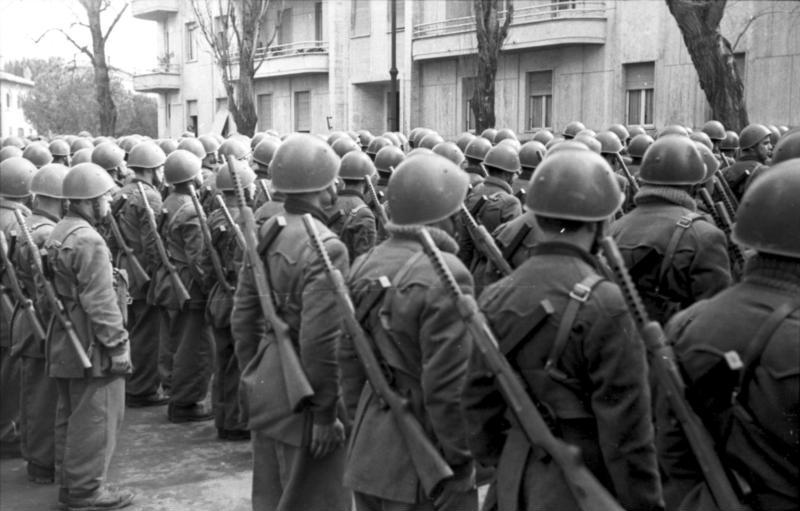
Soldados del ENR en formación (marzo de 1944).

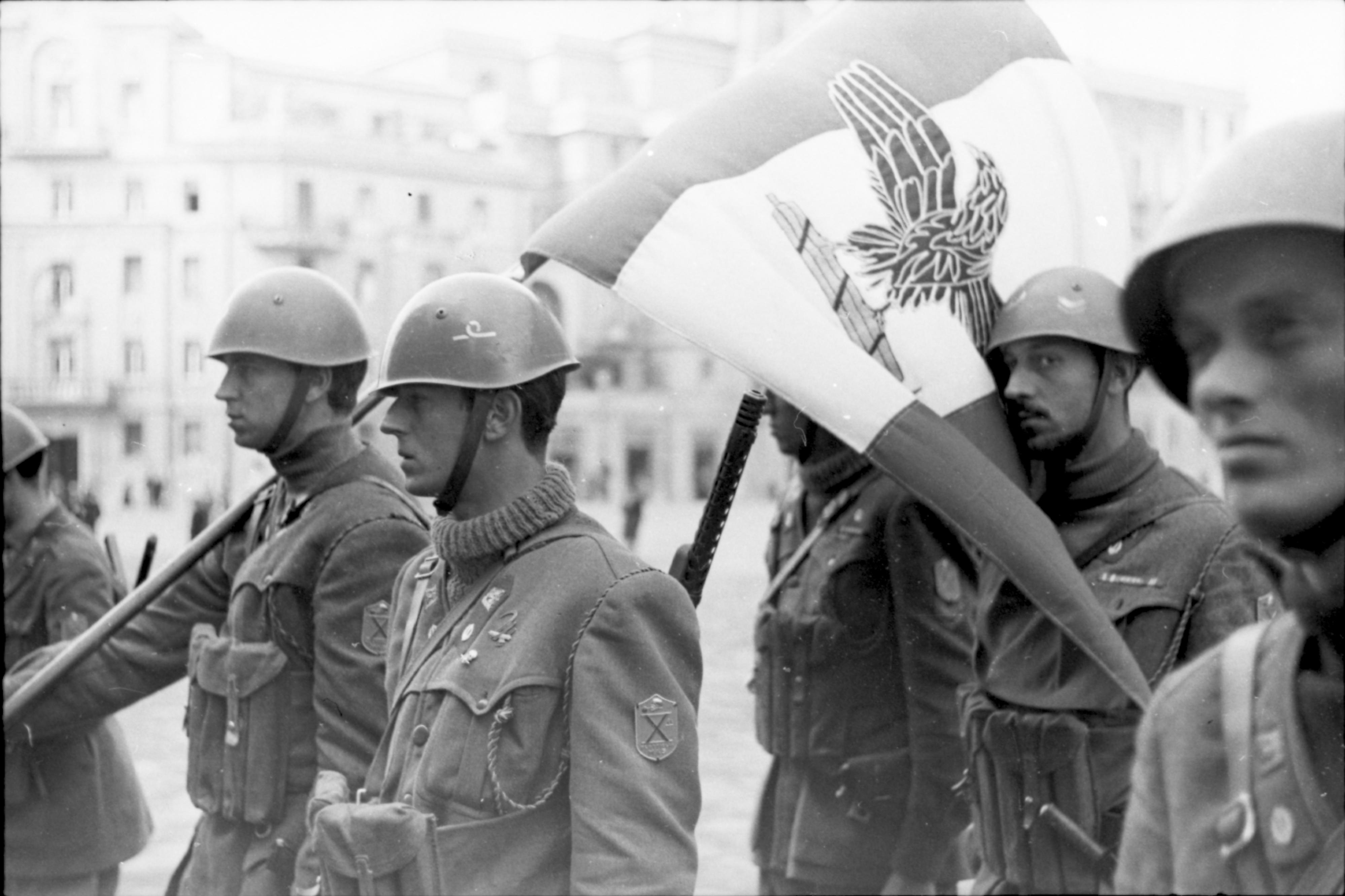
Soldados de la RSI desplegados durante la Batalla de Anzio.

Desde octubre de 1943 el nuevo régimen dictatorial se dedicó a la organización de sus Fuerzas Armadas a cargo del mariscal Rodolfo Graziani, quien, como ministro de defensa, solo logró formar cuatro divisiones de soldados, que serían adiestrados en Alemania y que acabarían sirviendo, en la práctica, más para la lucha contra la resistencia partisana que para combatir en el frente, salvo muy contadas excepciones. Muchos fueron reclutados a la fuerza, lo que contribuyó a un alto índice de deserciones. El nuevo ejército quedó formado por algunos hombres del Regio Esercito que se mantenían leales al fascismo, junto con otros militantes fascistas que habían sido reclutados por los alemanes para constituir unidades de combate, y fue denominado Esercito Nazionale Repubblicano (ENR).
La posibilidad de formar grandes masas de soldados era bastante limitada dado que un gran número de posibles reservistas ya estaban trabajando como obreros forzados en Alemania o en la misma Italia, mientras que muchísimos antiguos soldados profesionales del Regio Esercito estaban apresados por los nazis o se habían unido a la Resistencia italiana y a los Aliados. La necesidad de reclutar nuevos soldados llegó a ser tan acuaciante que la RSI llegó a ofrecer a muchos presos la conmutación de la cárcel a cambio de que se unieran al Ejército. Por otro lado, los mandos de la Wehrmacht desconfiaban de la lealtad de los potenciales nuevos reclutas italianos, y evitaron que el ENR aumentara de tamaño. Las tropas del ENR solo lucharon en una ocasión contra fuerzas angloestadounidenses en diciembre de 1944, en el valle de Garfagnana, junto a fuerzas alemanas.

### Aviación y armada
Los aparatos de la Regia Aeronautica que permanecieron en el norte de Italia fueron capturados por los alemanes y muchos de ellos pasaron a eser operados por la Luftwaffe, que los incorporó a sus propias escuadrillas. Poco después de la fundación de la RSI, se decidió la creación de la llamada Aeronautica Nazionale Repubblicana (ANR), formada a partir de aquellos pilotos que se habían mantenido fieles a Mussolini. Sus escasas unidades fueron utilizadas principalmente para combatir incursiones aéreas aliadas en colaboración con las fuerzas aéreas alemanas. Algunas unidades de la ANR llegaron a operar en el Frente oriental. A pesar del buen desempeño de la "Aeronautica Nazionale", la Luftwaffe intentó varias veces desmantelar la ANR y absorberla, sin éxito.
Muy pocas unidades de la Regia Marina se adhirieron al nuevo régimen mussoliniano (apenas cuatro torpederos armados y dos destructores) pero igualmente éstas pasaron a denominarse Marina Nazionale Repubblicana, jugando un papel puramente testimonial. Un caso especial fue el de la Decima Flottiglia MAS (el cuerpo élite de hombres rana dirigidos por Junio Valerio Borghese), ya que muchos de sus antiguos miembros se mantuvieron fieles a Mussolini, aunque continuarían operando en operaciones terrestres, especialmente en la represión del movimiento partisano.

### Unidades paramilitares
Además de este ejército regular se formaron grupos de soldados de la nueva República fascista del más variopinto origen y organización, si bien todos se encuadraban en el marco competencial del Ministerio de Graziani. Mussolini llegó, incluso, a militarizar el propio Partido Fascista, con la creación de las Brigadas Negras Móviles, el 21 de junio de 1944, aunque tal medida no resultó de utilidad práctica. La militarización de las milicias acabaría provocando un fuerte conflicto entre el mariscal Graziani y el jefe del Partido Fascista Republicano, Alessandro Pavolini. Por su parte, la antigua Milicia Voluntaria para la Seguridad Nacional (MVSN), cuyos miembros eran popularmente conocidos como los Camisas negras, fue recreada nuevamente, pero esta vez como la denominación oficial de Guardia Nazionale Repubblicana (GNR).
Una excepción especial fue la división Legione X, creada de forma independiente por el príncipe Junio Valerio Borghese, antiguo oficial de la armada italiana y ardiente admirador de los nazis, quien colocó a su grupo altamente profesionalizado bajo las órdenes directas de la Wehrmacht. A diferencia de lo que ocurría con otros comandantes italianos, en el caso de Borghese los alemanes tenían plena confianza. Como reflejo del ambiente que existía, el propio Borghese comentó que "si él mismo pudiera, cogería prisionero a Mussolini".

##### Waffen-SS
El Reino de Italia el 8 de septiembre de 1943 firmó un armisticio con los Aliados. En respuesta, el Ejército alemán y las Waffen-SS desarmaron a las tropas italianas a menos que estuvieran luchando por la causa alemana. La nueva República Social Italiana fue fundada el 23 de septiembre de 1943 bajo el duce Benito Mussolini. El 2 de octubre de 1943, Heinrich Himmler y Gottlob Berger idearon el Programm zur Aufstellung der italienischen Milizeinheiten durch die Waffen-SS ('Programa para el despliegue de las fuerzas de la milicia italiana por las Waffen-SS') que fue aprobado por Adolf Hitler y Benito Mussolini.